# 3309 Brorfelde
3309 Brorfelde је астероид чија средња удаљеност од Сунца износи 1,817 астрономских јединица (АЈ).
Апсолутна магнитуда астероида је 13,9.